# Katherine Harms
Katherine Harms (Minneapolis, 29 novembre 1990) è un'ex pallavolista statunitense, nel ruolo di opposto.

## Carriera
La carriera di Katherine Harms inizia a livello giovanile con il Minnesota Select Maple Grove Club e parallelamente con la St. Michael-Albertville High School. Gioca poi nella NCAA Division I dal 2009 al 2012: durante il suo Freshman year raggiunge la Final Four, perdendo contro le Longhorns della University of Texas at Austin; dopo aver raggiunto le semifinali nelle due stagioni successive, nel suo Senior Year si spinge fino alla finale regionale, ricevendo diversi riconoscimenti individuali.
Nel campionato 2013-14 viene ingaggiata dall'AGIL Volley di Novara, iniziando così la propria carriera da professionista; nel mese di gennaio cambia squadra, andando a giocare nella Liga Superior portoricana con le Leonas de Ponce, prima di passare alle Gigantes de Carolina. Nel campionato successivo gioca nella 1. Bundesliga tedesca col Männerturnverein Stuttgart 1843, aggiudicandosi la Coppa di Germania.
Nel campionato 2015-16 si trasferisce in Francia, giocando in Ligue A col Nantes, dove conclude la sua carriera.

## Palmarès

### Club
- Coppa di Germania: 1

2014-15

### Premi individuali
- 2012 - NCAA Division I: West Lafayette Regional All-Tournament Team
- 2012 - All-America First Team